# Echinokokkose

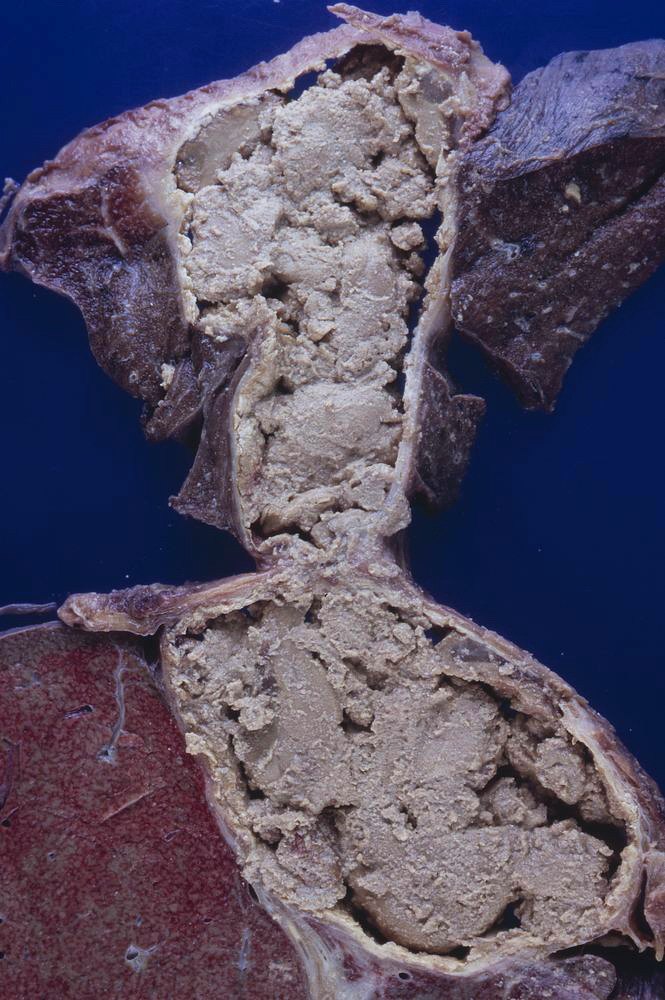
Echinokokkuszyste (Hydatide) in der Leber mit typischer Kapsel (Perizyste) und im rechten Unterlappen der Lunge.

Als Echinokokkose bezeichnet man in der Human- und Veterinärmedizin eine Zoonose, die durch die Infektion mit einem Bandwurm der Gattung Echinococcus hervorgerufen wird.
Im Hauptwirt, verschiedenen Raubtieren, leben die Erreger als Darmparasiten, wobei sie dem Tier selbst nur geringfügig schaden, so dass es zu einer hohen Wurmlast kommen kann. Im Zwischenwirt kommt es zur Bildung von Hydatiden durch das Finnenstadium, die das Tier stark schwächen, so dass es bald erbeutet wird oder der Infektion erliegt und so von Carnivoren, Allesfressern und Aasfressern verzehrt werden kann, welche dabei die Protoscolices aufnehmen. Echinokokken sind in verschiedenen Arten weltweit verbreitet.
Echinokokkose bezeichnet folgende Erkrankungen:
- Humanmedizin (der Mensch ist hier ein Fehl-Zwischenwirt):
  - Alveoläre Echinokokkose, hervorgerufen durch den Fuchsbandwurm (Echinococcus multilocularis), weit verbreitet in der nördlichen Hemisphäre[2]
  - Zystische Echinokokkose, verursacht durch den Hundebandwurm (Echinococcus granulosus), weltweit verbreitet[2]
  - Polycystische Echinokokkose, Infektion mit Echinococcus vogeli oder E. oligarthra, beide endemisch in Süd- und Mittelamerika[3]

- Veterinärmedizin:
  - Echinokokkose der Pferde, Organbefall mit Finnen von Echinococcus equinus
  - Echinokokkose der Rinder, Organbefall mit Finnen von Echinococcus ortleppi
  - Echinokokkose der Hunde, siehe Bandwurmerkrankungen des Hundes

Echinokokken-Infektionen von Tieren unterliegen in Deutschland der Meldepflicht.
Die Behandlung der Wahl ist die chirurgische Entfernung des Parasitengewebes, die medikamentöse (antihelminthische) Therapie beim Menschen erfolgt (bei Befall mit E. granulosus oder E. multilocularis) meist mit Albendazol.
Nach dem Recht Sachsens besteht eine namentliche Meldepflicht bezüglich Erkrankung und Tod an Echinokokkose.